# Салеева, Гульшат Тауфиковна
Сале́ева Гульша́т Тау́фиковна (род. 23 апреля 1968 года, Казань) — российский учёный и педагог, специалист в области стоматологии, доктор медицинских наук (2003), профессор (2007). Главный врач ООО Стоматологическая поликлиника «Рокада-Мед» г. Казани (2005). Зав. кафедрой ортопедической стоматологии Казанского государственного медицинского университета (2007).

## Биография
Родилась 23 апреля 1968 года в г. Казань. Окончила среднюю школу № 13 в Казани с золотой медалью в 1985 г. и в том же году поступила на стоматологический факультет Казанского государственного медицинского института.
С первых лет обучения в институте принимала самое активное участие в общественной студенческой жизни – была активным участником общественных мероприятий, фестивалей. Увлекалась студенческой научной деятельностью – за время учебы активно занималась в студенческом научном кружке, была ответственной за СНО стоматологического факультета, неоднократно была обладателем призовых мест на факультетских, институтских и всесоюзных студенческих конференциях и олимпиадах.
В 1990 г. с отличием окончила Казанский государственный медицинский институт. За отличную учёбу, научную и общественную деятельность в студенческие годы была награждена грамотами ЦК ВЛКСМ, деканата, института.
С 1990 по 1992 гг. проходила обучение в клинической ординатуре на кафедре ортопедической стоматологии Казанского государственного медицинского института.
С 1992 по 2004 гг. работала ассистентом кафедры ортопедической стоматологии, одновременно продолжая учёбу в заочной аспирантуре.
С 2004 по 2007 гг. – доцент кафедры ортопедической стоматологии, с 2007 г. по настоящее время заведующая кафедрой ортопедической стоматологии Казанского государственного медицинского университета, профессор.

### Научная, педагогическая и административная деятельность
В 1996 г. под руководством профессора М.З.Миргазизова защитила кандидатскую диссертацию на тему «Особенности тканевой интеграции при дентальной имплантации в условиях экспериментального сахарного диабета».
В 2003 г. защитила докторскую диссертацию на тему «Остеопороз в дентальной имплантологии: экспериментальное моделирование и клиническая диагностика».
Научные направления профессора Г.Т.Салеевой, посвящены в том числе замещению дефектов зубных рядов с использованием дентальных имплантатов.
Является автором более 331 научных трудов (опубликованные статьи в SCOPUS – 24; статьи в Web of Since, WoK – 1; в зарубежных изданиях – 1; в ВАК журналах – 45, в др. журналах и сборниках – 176; тезисы – 84). Получены авторские свидетельства на 13 патентов.
Изданы 7 учебников для студентов стоматологического факультета в соавторстве с ведущими российскими учёными ортопедами-стоматологами, 116 учебных и учебно-методических пособий.
Издана монография «Клинико-лучевая диагностика состояния зубочелюстной системы при подготовке к дентальной имплантации. – LAP LAMBERT Academic Publishing. – 2014. – 98 с.
Педагогическую работу совмещает с практической работой – с 1992 г. по настоящее время является врачом-стоматологом-ортопедом базовой стоматологической поликлиники Казанского государственного медицинского университета и с 2005 г. по настоящее время – главный врач ООО Стоматологическая поликлиника «Рокада-Мед» г.Казани, которая является клинической базов Казанского государственного медицинского университета.
Врач высшей категории по специальностям «Ортопедическая стоматология», «Терапевтическая стоматология» и «Хирургическая стоматология.
Член Диссертационных Советов: Башкирского государственного медицинского университета и Первого Санк-Петербургского государственного медицинского университета им. академика Павлова.
Член редакционной коллегии журналов для стоматологов «Стоматология», «Российский вестник дентальной имплантологии», «Современная ортопедическая стоматология», «Российский стоматологический журнал».
За отличную учебно-воспитательную работу, научные достижения, огромную лечебную и организаторскую работу удостоена государственных наград: Нагрудной знак «Отличник Здравоохранения Российской Федерации» (2005 г.), медаль «В память 1000-летия Казани» (2005г.), орденов СтАР «За заслуги перед стоматологией» I и II степени (2009, 2012 гг.), Почётное звание «Заслуженный врач Республики Татарстан» (2014 г.), Почётное звание СтАР «Заслуженный стоматолог».
Награждена дипломом от Стоматологической Ассоциацией России за активное участие в историческом событии первичной аккредитации выпускников вузов России в качестве эксперта (приказ МЗ РФ 381 от 22.06.16). Награждена дипломом победителя конкурса: III степени за «Лучшее учебное издание Казанского государственного медицинского университета», г.Казань, 15 мая 2017 г.

## Основные научные труды

### Диссертации
Кандидатская диссертация: «Особенности тканевой интеграции при дентальной имплантации в условиях экспериментального сахарного диабета» – Казань, 1996. – 129 с.
Докторская диссертация: «Остеопороз в дентальной имплантологии: экспериментальное моделирование и клиническая диагностика» (рукопись) – Казань. – 2003. – 230 с.

### Монография
– Яруллина З.И., Салеева Г.Т., Седов Ю.Г. Клинико-лучевая диагностика состояния зубочелюстной системы при подготовке к дентальной имплантации. Монография. – LAP LAMBERT Academic Publishing. – 2014. – 98 с.

### Научные публикации
Является автором более 331 научных трудов (опубликованные статьи в SCOPUS – 24; статьи в Web of Since, WoK – 1; в зарубежных изданиях – 1; в ВАК журналах – 45, в др. журналах и сборниках – 176; тезисы – 84), среди которых можно отметить:
– Опубликованные статьи в SCOPUS, (в Российском или зарубежном журнале, с индексом импакт-фактора не менее 0,2):
1.	Сагитов И.И., Шафигуллина А.К., Салеева Г.Т., Гомзикова М.О., Ризванов А.А., Киясов А.П. Получение популяции эктомезенхимных клеток со свойствами стволовых и прогениторных клеток из пульпы постоянных зубов. Научно-практический журнал Гены & Клетки. – Том IX. – № 3. – 2014.
2.	The method of manufacture of nylon dental partially removable prosthesis using additive technologies. R N Kashapov, A I Korobkina1, E V Platonov and G T Saleeva. 2014 IOP Conf. Ser.: Mater. Sci. Eng. 69 012026 doi:10.1088/1757-899X/69/1/012026 . Импакт-фактор 0,139
3.	Салеева Г.Т., Гималетдинова А.М., Тарасова Е.Ю., Рожина Э.В., Науменко Е.А., Фахруллин Р.Ф., Исламов Р.Р., Салеев Р.А. Исследование цитотоксичности in vitro частиц нанокомпозита для прямой реставрации зубов в стоматологии. Научно-практический журнал Гены & Клетки. – Том X. – № 4. – 2015. – С. 63-67.
4.	Мустакимова Р.Ф., Салеева Г.Т., Салеев Р.А. Гиперестезия зубов у пациентов с мышечно-тоническим синдромом. Стоматология. – Т. 4. – Медицинский алфавит № 29 (292). – 2016. – С. 5-7.
5.	Гималетдинова А.М., Салеева Г.Т., Исламов Р.Р., Салеев Р.А. Изучение цитотоксичности наночастиц наполнителя композитного пломбировочного материала in Vitro. Стоматология. – Т. 95. – № 6. – 2016. – С. 104. ISSN 00391735 (print); ISSN 23095318 (online).
6.	Салеева Г.Т., Кашапов Л.Н., Кашапов Р.Н., Салеева Л.Р. Исследование возможности замены пескоструйной обработки на плазменно-электролитный процесс при изготовлении металлокерамической коронки. Стоматология. – Т. 95. – № 6. – 2016. – С. 111-112. ISSN 00391735 (print); ISSN 23095318 (online).
7.	Сагитов И.И., Шафигуллина А.К., Салеева Г.Т., Киясов А.П. Получение популяции эктомезенхимных клеток из пульпы постоянных зубов. Стоматология. – Т.95. – № 6. – 2016. – С. 21-22. ISSN 00391735 (print); ISSN 23095318 (online).
8.	Slysar O., Saleev R.A., Slysar I., Saleeva G.T., Aymaletdinova Z., Kanukoeva E. Measures to Improve the Marketing Strategy of a Medical Organization. International Dental Journal. Abstracts of the 105th FDI World Dental Congress September 2017. Wiley Blackwell. Vol. 67, Supplement I, September. P.12-13. (FC034). 2017.
9.	Saleev L.R., Saleeva G.T., Sabirova D.K., Sagitova I.I., Saleev R.A. Comparison of the Results of Electrovibratography and MRI in TMD Patients. International Dental Journal. Abstracts of the 105th FDI World Dental Congress September 2017. Wiley Blackwell. Vol. 67, Supplement I, September. P.177. (P277). 2017.
10.	Saleeva G.T., Gimaletdinova A.M., Saleev L.R., Islamov R., Saleev R.A., Fakhrullin R. Nonocomposite Material Particles Toxic Effects on Human Lung Carcinoma Cell Culture Study. International Dental Journal. Abstracts of the 105th FDI World Dental Congress September 2017. Wiley Blackwell. Vol. 67, Supplement I, September. P.191 (P319). 2017.
11.	Saleev R.A., Saleev L.R., Kashapov R.N., Saleeva G.T. Metal Constrructions Surface of Orthopedic Dentures investigation after Sand-Blast Finich. International Dental Journal. Abstracts of the 105th FDI World Dental Congress September 2017. Wiley Blackwell. Vol. 67, Supplement I, September. P.197 (P335). 2017.
12.	Kytko O.V. Anatomico-histological study of the contens of canals of the mental spine / O.V.Kytko, Y.L. Vasiliev., G.T. Saleeva, A.N. Kuzin // Морфология. – 2018. – Т. 153. – 3 (приложение). – С. 68-69. Импакт-фактор: 0,589; http://aesculap.org/morphology.html.
13.	Kytko O.V. Morphological and radiological study of the contens of canals of the mental spine / O.V.Kytko, Y.L.Vasiliev, S.S. Dydykin. G.T. Saleeva, R.A. Saleev, A.N. Kuzin // Морфология. – 2018. – Т.153. – 3 (приложение). – с.69. Импакт-фактор: 0,589; http://aesculap.org/morphology.html
14.	Razumova S, Experience in the Use of Photoactivated Disinfection of Carious Cavities By tolonium Chloride in the Treatment of Deep Carious Lesions of Dentin /S. Razumova, Z. Aymaletdinova, E. Ivanova, G. Saleeva, R. Saleev //Indo Am. J. P. Sci, 2018; 05(07);http://www.iajps.com/
15.	Saleeva G.T. Morphological study of cytotoxicity of 3MTMESPETMFiltekTMUltimate nanocomposite particles in rat models /G.T. Saleeva. A.M. Gimaletdinova, R.R. Islamov, R.A.Saleev // Morphology. – T. 153. – № 3. Импакт-фактор: 0,589; http://aesculap.org/morphology.html
16.	Vasil’evYu.L. The effectiveness of the use of therapeutic toothpastes in order to increase the humidity of the mouth in patients with radio-induced xerostomia./ Yu.L. Vasil’ev, S.S. Dydykin, R.D. Meylanova, O.V. Kytko, T.A. Bogoyavlenskaya, G.T. Saleeva // – Indo American Journal of Pharmaceutical Sciences. – 2018. –V.5/Issue 07 (July) http://www.iajps.com/
17.	IL1B Gene polymorphism in children with gingival recession / Saleev R/A.,Mamaeva E.V., Akisheva A.R., Valeeva I.Kh., Valeeva E.V., Akhtereeva A.R., Saleeva G.T., Imamieva R.D., Ahmetov I.I. // Indo American Journal of Pharmaceutical Sciences. – 2019. – page 1-7 , 06 (01) http://www.iajps.com/
18.	Metagenome of dentogingival sulcus s communities by the young people with intact periodontium / Saleev R.A.,Modina T.N., Abdrakhmanov A.K/. Zinicer D.T., Ilyiskaya Oh.N., Yakovleva G.Yu., Saleeva G.T., Mamaeva E.V. // Indo American Journal of Pharmaceutical Sciences. – 2019. – page 1-7 06 (02) http://www.iajps.com/
19.	Determining the need of the elderly people for dental prosthetic restorations in Chuvash republic / Fedorova N.S., Saleev R.A., Saleeva G.T., Shamsutdinov M.I. // Indo American Journal of Pharmaceutical Sciences. – 2019. – page 1-7 06 (04) http://www.iajps.com/
20.	Elvira E. Ziganshina,1Ildar I. Sagitov,2Ramilya F. Akhmetova,1Gulshat T. Saleeva,2 Andrey P. Kiassov,3 Natalya E. Gogoleva,4 Elena I. Shagimardanova,4 and Ayrat M. Ziganshin1 . Comparison of the Microbiota and Inorganic Anion Content in the Saliva of Patients with Gastroesophageal Reflux Disease and Gastroesophageal Reflux Disease-Free Individuals. Volume 2020 |Article ID 2681791 | 10 pages
21.	Седов Ю.Г., Аванесов А.М., Салеев Р.А., Салеева Г.Т., Ярулина З.И. Классификация вариантов применения хирургических направляющих шаблонов для дентальной имплантации. Стоматология. – 2021. – Т.100. – №1. – С.84-88.
22.	Салеев Р.А., Федорова Н.С, Салеева Г.Т., Мубаракова Л.Н., Васильев Ю.Л., Салеева Л.Р. OUALITY OF LIFE IN GERIATRIC PATIENTS WITH VARIOUS DENTITION DEFECTS. DENTISTRY // Archiv evromedica. – V.10. – №4. – p. 176-180.
23.	ОПТИМИЗАЦИЯ АНТИБАКТЕРИАЛЬНОЙ ТЕРАПИИ У ПАЦИЕНТОВ С ЭНДО-ПАРОДОНТАЛЬНЫМИ ПОРАЖЕНИЯМИ Салеев Р.А., Блашкова С.Л., Крикун Е.В., Салеева Г.Т., Блашкова Ю.В., Валеева Е.В. Biomedical Photonics. 2021. Т. 10. № 1. С. 17-24.
24.	Rinat A. Saleev, Larisa N. Mubarakova, Gulshat T. Saleeva, Rezeda F. Mustakimova, Liaisan R. Saleeva, Evgeniia B. Golubeva. The Effect of Endogenous Intoxication on the Dynamics of Recovery from Traumatic Injuries of the Lower Jaw //BioNanoScience (2021) 11:463-468.
– Статьи Web of Since, WoK:
1. Saleev R. A., Mamaeva E.V., Akisheva A.R., Valeeva I.KH., Valeeva E.V., Akhtereeva A.R., Saleeva G.T., Imamieva R.D., Ahmetov I.I. IL 1B GENE POLYMORPHISM IN CHILDREN WITH GINGIVAL RECESSION. IAJPS 2019, 06(01) 1298-1303 Saleev R.A. et al ISSN 23497750. http://www.iajps.com/

### Учебники и учебные пособия
– Изданы 7 учебников для студентов стоматологического факультета в соавторстве с ведущими российскими учёными ортопедами-стоматологами и 116 учебных и учебно-методических пособий:
1. Ортопедическая стоматология: учебник / И. Ю. Лебеденко, Э. С. Каливраджияна, Г. Т. Салеевой [и др.]; под ред. И. Ю. Лебеденко. – М.: ГЭОТАР-Медиа, 2011. – 640 с.: ил.
2. Ортопедическая стоматология: учебник / С. Д. Арутюнов, Г. Т. Салеева [и др.]; под ред. И. Ю. Лебеденко, Э. С. Каливраджияна. – М.: ГЭОТАР-Медиа, 2012. – 640 с.: ил.  (438-462).
3. Пропедевтическая стоматология: учебник / Э.С. Каливраджиян, Е.А. Брагин, С.И. Абакаров, С.Е. Жолудев, Г.Т. Салеева [и др.]. - М.: ГЭОТАР-Медиа, 2013. - 352 с.: ил.
4. Ортопедическая стоматология: учебник / С. Д. Арутюнов, Г. Т. Салеева [и др.]; под ред. И. Ю. Лебеденко, Э. С. Каливраджияна. – М.: ГЭОТАР-Медиа, 2014. – 650 с.: ил.
5. Ортопедическая стоматология: национальное руководство / под ред. И. Ю. Лебеденко, С. Д. Арутюнова, А. Н. Ряховского, Г. Т. Салеевой, Р. А. Салеева. – М.: ГЭОТАР-Медиа, 2016. – 824 с.: ил. ISBN 978-5-9704-3582-3 Раздел: Методы диагностики в ортопедической стоматологии. Клиническое обследование (Г.Т.Салеева). - С. 17-21. Раздел: Врачебная техника в ортопедической стоматологии. Шинирование зубов при лечении заболеваний пародонта А.Н.Ряховский, Г.Т.Салеева). – С. 452-462.
6. Основы технологии зубного протезирования : учебник : в 2 т. / С. И. Абакаров, Р. А. Салеев, Г. Т. Салеева, И. И. Сагитов [и др.] ; под ред. Э. С. Каливраджияна.– М.: ГЭОТАР-Медиа, 2016. – Т. 1– 576 с. : ил. ISBN 978-5-9704-3609-7 (т.1). ISBN 978-5-9704-3608-0 (общ.).
7. Основы технологии зубного протезирования: учебник: в 2 т. / Е.А.Брагин, Р.А.Салеев, Г.Т.Салеева, [и др.]; под ред. Э.С.Каливраджияна.– М.: ГЭОТАР-Медиа, 2016. –Т. 2–392 с. : ил. ISBN 978-5-9704-3610-3 (т.2). ISBN 978-5-9704-3608-0 (общ.).

### Член Диссертационных Советов
– член Диссертационного Совета Башкирского государственного медицинского университета (пр.№276/нк МИНОБРНАУКИ РФ).
– член Диссертационного Совета» Первого Санк-Петербургского государственного медицинского университета им. академика Павлова Д208.090.07 (пр.654/нк МИНОБРНАУКИ РФ от 30.11.2020 г.)
- член Совета Общероссийской общественной организации «Общество врачей России».

### Член редакционной коллегии
– член редакционного совета журнала «Стоматология»
– член редколлегии журнала «Российский вестник дентальной имплантологии»
– член редакционной коллегии журнала «Современная ортопедическая стоматология»
– член редакционной коллегии журнала «Российский стоматологический журнал»

## Награды
– Нагрудной знак «Отличник Здравоохранения Российской Федерации» (2005 г.).
– Медаль «В память 1000-летия Казани» (2005г.).
– Орден СтАР «За заслуги перед стоматологией» II степени (2009 г.).
– Орден СтАР «За заслуги перед стоматологией» I степени (2012 г.).
– Почётное звание «Заслуженный врач Республики Татарстан» (2014 г.).
– Почётное звание СтАР «Заслуженный стоматолог».
Достижения, дипломы победителей конкурсов:
– Награждена дипломом от Стоматологической Ассоциацией России за активное участие в историческом событии первичной аккредитации выпускников вузов России в качестве эксперта (приказ МЗ РФ 381 от 22.06.16).
– Награждена дипломом победителя конкурса: III степени за «Лучшее учебное издание Казанского государственного медицинского университета», г.Казань, 15 мая 2017 г.